# Raymond Paley
Raymond Edward Allen Christopher Paley (* 7. Januar 1907 in Bournemouth; † 7. April 1933 bei Banff) war ein englischer Mathematiker, der sich mit Analysis beschäftigte.

## Leben und Wirken

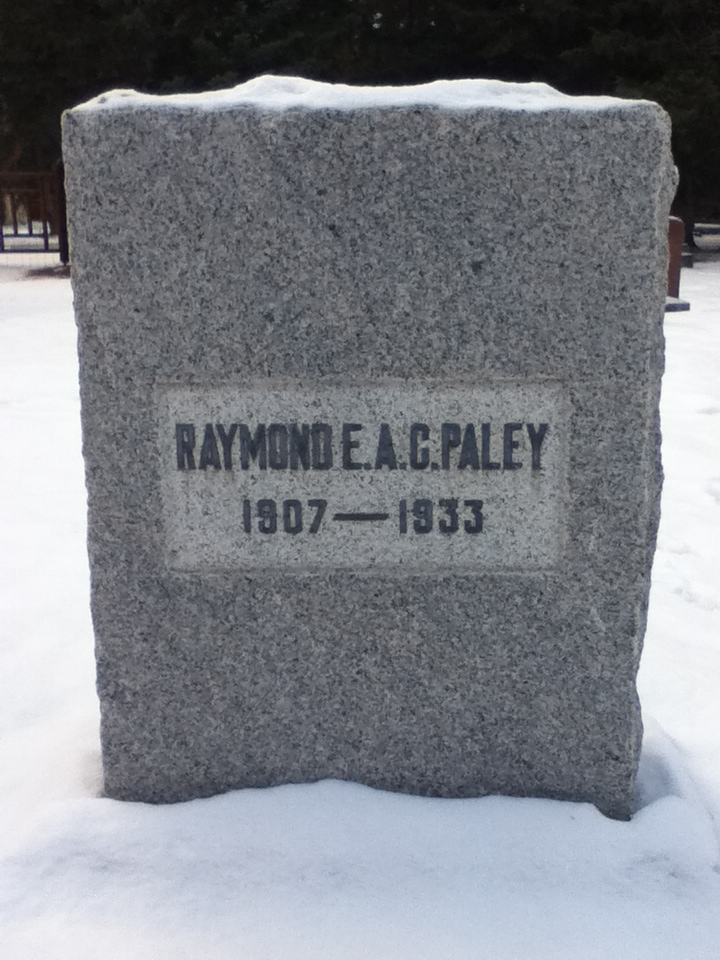
Grabstein von Raymond E. A. C. Paley

Paley besuchte Eton und studierte am Trinity College in Cambridge bei John Edensor Littlewood. Schon als Student gewann er viele Preise (u. a. war er Wrangler with Distinction in den Tripos, war Baldwin Scholar und Pemberton und Yeats Prizeman). 1930 erhielt Raymond Paley den Smith-Preis und wurde Fellow des Trinity College. Mit Littlewood und Antoni Zygmund arbeitete er über Fourierreihen und ging dann mit einem Rockefeller-Stipendium in die USA, um bei Norbert Wiener am MIT weiter in harmonischer Analysis zu arbeiten. Der Satz von Paley-Wiener ist mit seinem Namen verbunden. Seine bemerkenswerte Karriere wurde 1933 abgeschnitten (für das folgende Jahr war er als AMS Colloquium Lecturer vorgesehen), als er bei einem Skiurlaub bei Banff in den kanadischen Rockies von einer Lawine verschüttet wurde. Er war allein in rund 3000 m Höhe unterwegs gewesen.